# Giải thưởng Điện ảnh Hồng Kông lần thứ 13
Giải thưởng Điện ảnh Hồng Kông lần thứ mười ba được tổ chức năm 1994 tại Hồng Kông.

## Danh sách các đề cử và giải thưởng
| Phim hay nhất                              | Phim hay nhất                                  | Phim hay nhất |
| Phim                                       | Tên tiếng Anh                                  |               |
| ------------------------------------------ | ---------------------------------------------- | ------------- |
| Tân bất liễu tình (新不了情)               | C'est la vie, mon chéri                        |               |
| Tổ trọng án (重案組)                       | Crime Story                                    |               |
| Phong Trần Tam Hiệp (風塵三俠)             | Tom, Dick and Hairy                            |               |
| Dụ tăng (誘僧)                             | Temptation of A Monk                           |               |
| Thưởng tiễn phu thê (搶錢夫妻)             | Always on My Mind                              |               |
| Đạo diễn xuất sắc nhất                     |                                                |               |
| Đạo diễn                                   | Phim                                           |               |
| Nhĩ Đông Thăng                             | Tân bất liễu tình                              |               |
| La Trác Giao                               | Dụ tăng                                        |               |
| Tra Truyện Nghi                            | Dung thi kỳ án                                 |               |
| Hoàng Chí Cường                            | Tổ trọng án                                    |               |
| Trần Khả Tân Lý Chí Nghị                   | Phong Trần Tam Hiệp                            |               |
| Kịch bản hay nhất                          |                                                |               |
| Biên kịch                                  | Phim                                           |               |
| Nhĩ Đông Thăng                             | Tân bất liễu tình                              |               |
| Lý Chí Nghị                                | Ký đắc hương tiêu thành thục thời              |               |
| Nguyễn Thế Sinh                            | Thưởng tiễn phu thê                            |               |
| Lý Chí Nghị Nguyễn Thế Sinh Trần Khánh Gia | Phong Trần Tam Hiệp                            |               |
| Chung Kế Xương Chung Ái Phân Lâm Kỷ Đào    | Dung thi kỳ án                                 |               |
| Mạch Đương Hùng Tiêu Nhược Nguyên          | Hí nguyệt phong vân chi Thượng Hải hoàng đế    |               |
| Nam diễn viên chính xuất sắc nhất          |                                                |               |
| Diễn viên                                  | Phim                                           |               |
| Hoàng Thu Sinh                             | Bát tiên phạn điếm chi nhân nhục xoa thiêu bão |               |
| Ngô Hưng Quốc                              | Dụ tăng                                        |               |
| Lưu Thanh Vân                              | Tân bất liễu tình                              |               |
| Lưu Thanh Vân                              | Thất nguyệt thập tứ                            |               |
| Thành Long                                 | Tổ trọng án                                    |               |
| Nữ diễn viên chính xuất sắc nhất           |                                                |               |
| Diễn viên                                  | Phim                                           |               |
| Viên Vịnh Nghi                             | Tân bất liễu tình                              |               |
| Tiêu Phương Phương                         | Thưởng tiễn phu thê                            |               |
| Tiêu Phương Phương                         | Phương Thế Ngọc                                |               |
| Diệp Ngọc Khanh                            | Thiên đài đích nguyệt quang                    |               |
| Ngô Gia Lệ                                 | Lang tâm như thiết                             |               |
| Nam diễn viên phụ xuất sắc nhất            |                                                |               |
| Diễn viên                                  | Phim                                           |               |
| Tần Phái                                   | Tân bất liễu tình                              |               |
| Từ Cẩm Giang                               | Thủy hử truyện chi anh hùng bản sắc            |               |
| Trịnh Tắc Sĩ                               | Tổ trọng án                                    |               |
| Hoàng Thu Sinh                             | Dung thi kỳ án                                 |               |
| Lý Danh Dương                              | Dụ tăng                                        |               |
| Trịnh Đan Thụy                             | Phong Trần Tam Hiệp                            |               |
| Nữ diễn viên phụ xuất sắc nhất             |                                                |               |
| Diễn viên                                  | Phim                                           |               |
| Phùng Bảo Bảo                              | Tân bất liễu tình                              |               |
| Ngô Gia Lệ                                 | Tân bất liễu tình                              |               |
| La Lan                                     | Thất nguyệt thập tứ nhật                       |               |
| Diệp Đức Nhàn                              | Hoàng phong vĩ hậu châm                        |               |
| Diệp Ngọc Khanh                            | Ái tại hắc xã hội đích nhật tử                 |               |
| Diễn viên mới xuất sắc nhất                |                                                |               |
| Diễn viên                                  | Phim                                           |               |
| Ngô Hưng Quốc                              | Dụ tăng                                        |               |
| Cổ Trần Minh Trân                          | Thất nguyệt thập tứ nhật                       |               |
| Trần Thiểu Hà                              | Ca ca đích tình nhân                           |               |
| Lưu Cẩm Linh                               | Thiên trường địa cửu                           |               |
| Đặng Nhất Quân                             | Ký đắc hương tiêu thành thục thời              |               |